# Amouroux Frères
 (mai 2017).
Pour les articles homonymes, voir Amouroux.
Amouroux est une société spécialisée dans le machinisme agricole.

## Historique
Elle est fondée en 1873 par Pascal Amouroux, originaire de Tourtrol (Ariège). Elle occupe les anciens bâtiments du café-concert le Pré-Catelan situés au 80 des allées Jean-Jaurès à Toulouse.

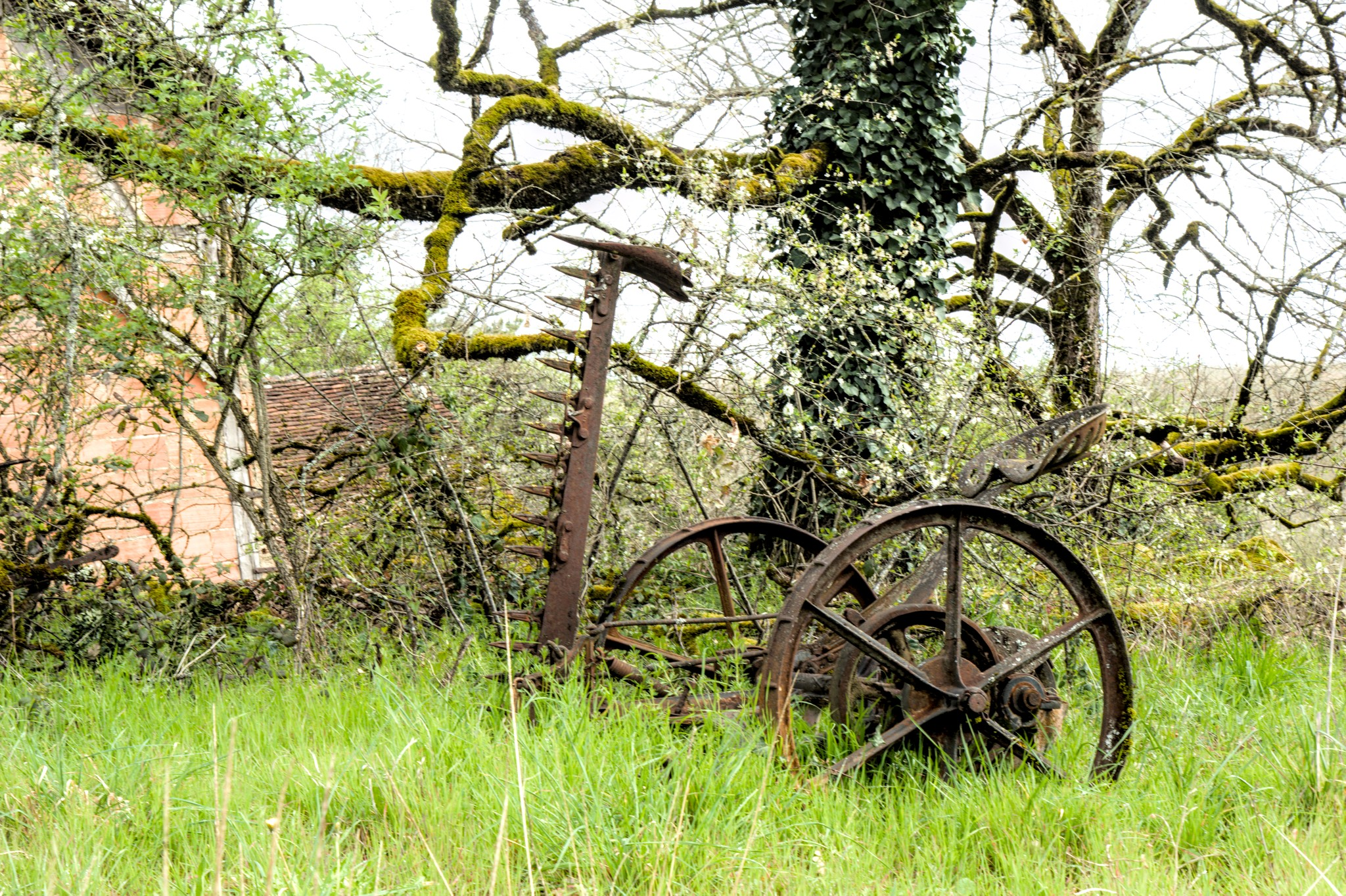
Faucheuse "l'Hirondelle".

L’établissement se spécialise dans la fabrication artisanale d’outils agraires puis se lance dans le machinisme agricole. Dès 1892, la faucheuse « L’Hirondelle » assurera à Amouroux une renommée certaine. Au début de XXe siècle, la firme propose à la vente la faneuse et le râteau « Nouveau-Siècle », la moissonneuse « Gauloise » et la lieuse « Alouette ».
Durant la Grande Guerre, les fabrications agricoles sont délaissées au profit de la production de matériels de guerre. Après l’armistice, la société Amouroux connaît une période faste, employant jusqu’à 800 salariés et disposant de succursales et d’un réseau d’agents couvrant tout l’hexagone. L’implantation d’une nouvelle usine à la Croix-Daurade-Periole (banlieue de Toulouse) est décidée en 1919. La même année, l’établissement devient une société anonyme. La « Société Amouroux Frères » est maintenant dirigée par les fils du fondateur, Georges et Abdon.

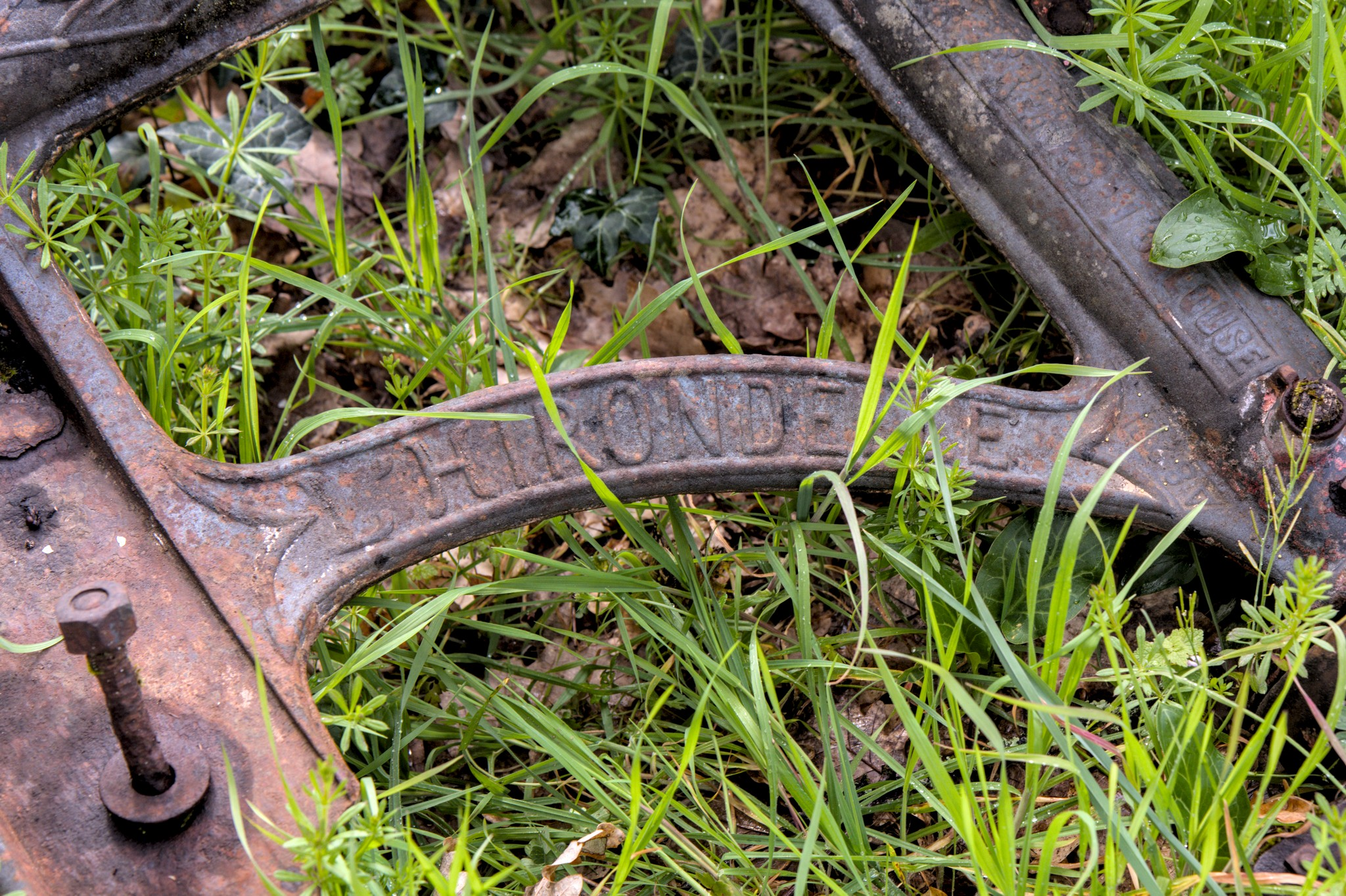
Faucheuse modèle "l'Hirondelle"

### La crise de 1929 et sa lente agonie
La crise de 1929 vient mettre un terme à l’expansion de l’entreprise familiale. La rationalisation et la simplification des opérations de production et de conception des produits, opérées dans les années 1930, ne permettent pas de renouer avec le succès d’avant la crise. L’entreprise ne parvient pas à surmonter ses difficultés et une première vague de licenciements a lieu en 1937. Le 23 août 1954, Georges Amouroux annonce son intention de fermer l’entreprise et de licencier le personnel. À la suite de cette annonce, un comité de soutien multiplie les démarches pour tenter de sauver l’entreprise.

### Un tracteur à roues pour sauver l’entreprise
En 1955, la société Amouroux présente son premier tracteur à roues à côté de ses machines traditionnelles[source insuffisante].
Ce tracteur, identique à l’Ansaldo Fossati FB4r et à l’Europ, est animé par l’original moteur Laraque (un diesel 2 temps à pistons opposés).
Cette ultime tentative pour sauver la société Amouroux Frères reste vaine puisque l’entreprise arrête son activité en ayant payé tous les salariés, les fournisseurs et l’Etat le 4 juillet 1957[source insuffisante].